# Сюаньу (Нанкин)
Сюаньу́ (кит. упр. 玄武, пиньинь Xuánwǔ) — район городского подчинения города субпровинциального значения Нанкин провинции Цзянсу (КНР). Район назван в честь озера Сюаньуху.

## История
В 1937 году в этих местах был образован Район № 1. В 1955 году он был переименован в район Сюаньу. В 1960 году он был преобразован в Народную коммуну района Сюаньу, но в 1963 году вновь стал районом Сюаньу. В 1967 году район был переименован в Яоу (要武区), но в 1973 году ему было возвращено прежнее название.

## Административное деление
Район делится на 7 уличных комитетов.

## Достопримечательности
- Мавзолей Сунь Ятсена
- Сяолин